# موشاشین
موشاشین (به عربی: موشاشین) یک روستا در سوریه است که در ناحیه جب رمله واقع شده‌است. موشاشین ۶۰۵ نفر جمعیت دارد.